# اوگو پرس (بازیکن فوتبال)
اوگو لئوناردو "پِریکو" پِرِس (اسپانیایی: Hugo Leonardo "Perico" Pérez‎؛ زادهٔ ۶ اکتبر ۱۹۶۸) یک بازیکن فوتبال اهل آرژانتین است.

## باشگاهی
از باشگاه‌هایی که در آن بازی کرده‌است می‌توان به اتلتیکو ایندپندینته، اسپورتینگ گیخون، استودیانتس، باشگاه فوتبال راسینگ کلاب و تیم ملی فوتبال آرژانتین اشاره کرد.

## تیم ملی
وی همچنین در تیم ملی فوتبال آرژانتین بازی کرده‌است.